# Actia fallax
Actia fallax là một loài ruồi trong họ Tachinidae.